# Paardenhorzel
De paardenhorzel (Gasterophilus intestinalis) is een insect behorende tot de orde van de Diptera (tweevleugeligen) dat als larve parasiteert op levende paarden.
De volwassen horzel legt eitjes op de onderbenen maar ook in de manen en in de hals van het paard. De eitjes zijn te herkennen als kleine gele puntjes in de beharing.
Deze worden opgelikt door het paard, en komen vervolgens als larven uit. Ze overleven de eerste tijd in het mondslijmvlies en bereiken na een week of vier de maag. Daar hechten ze zich aan de maagwand vast om na driekwart jaar, aan het begin van het warme seizoen, weer los te laten en met de mest vrij te komen. De larven boren zich in de aarde, verpoppen een aantal keren en worden dan een volwassen horzel. Een volwassen horzel leeft relatief kort en moet zich binnen zo'n drie weken voortplanten.

## Symptomen bij paarden
Ontstekingen aan de mond en tong, ontstekingen van de maag. Bij ernstige besmetting kan een paard doodgaan aan buikvliesontsteking als de maagwand doorbreekt. Ook maagdarmproblemen als diarree en soms bloedarmoede of kolieken komen voor.

## Diagnose
- Door het waarnemen van de eitjes op de vacht;
- Door het waarnemen van de larven in de ontlasting;
- Door het waarnemen van de larven in de maag bij gastroscopie.

### Behandeling
De eitjes kunnen met een speciale ruwe spons van het lichaam worden gekrabd.
Om de schade van de larven in de maag te beperken moet het paard regelmatig worden ontwormd.
Dat gebeurt met een pasta die met een spuit in de mond wordt gespoten.
Horzels moeten niet worden verward met de stekende vliegen die als dazen bekendstaan. Deze drinken wel bloed van mens en dier maar besmetten hun slachtoffer niet met hun larven.